# Liga Profissional de Goa
A Liga Profissional de Goa (em inglês Goa Pro League ou GPL) é o principal campeonato estadual de futebol em Goa, na Índia. 
Ela é organizada pela Associação de Futebol de Goa, sendo equivalente à quinta divisão nacional no sistema de ligas indiano.

## História
O primeiro campeonato oficial de futebol em Goa, chamado de Primeira Divisão, foi realizado em 1951, ainda na época do domínio português, sendo organizado pelo Conselho de Desportos. Em 1959, a Associação de Futebol de Goa (AFG) foi criada e passou a gerir o campeonato no mesmo ano.
Em 1977, a AFG criou a chamada Super Liga, aumentando a profissionalização do desporto no estado e tornando-se a primeira liga completamente profissional de futebol da Índia. Vinte e um anos depois, foi criada a Liga Profissional de Goa, composta de 4 divisões. A primeira edição, em 1998, chamou-se oficialmente Airtel Pro League por questões de patrocínio. Atualmente, a mesma é chamada de CAM Goa Pro League, pelos mesmos motivos.

## Lista de Campeões
Para os campeões antes de 1998, ver Campeonato Goano de Futebol.
| Temporada | Campeão                                    |
| --------- | ------------------------------------------ |
| 1998      | Salgaocar                                  |
| 1999      | Churchill Brothers                         |
| 2000      | Churchill Brothers                         |
| 2001      | Churchill Brothers                         |
| 2002      | Salgaocar                                  |
| 2003      | Salgaocar                                  |
| 2004      | Salgaocar                                  |
| 2005      | Dempo                                      |
| 2006      | Sporting Clube de Goa                      |
| 2007      | Dempo                                      |
| 2008      | Churchill Brothers                         |
| 2009      | Dempo                                      |
| 2010      | Dempo                                      |
| 2011      | Dempo                                      |
| 2012–13   | Salgaocar                                  |
| 2013–14   | Sporting Clube de Goa                      |
| 2014–15   | Salgaocar                                  |
| 2015–16   | Sporting Clube de Goa                      |
| 2016–17   | Salgaocar                                  |
| 2017–18   | Sporting Clube de Goa                      |
| 2018–19   | FC Goa                                     |
| 2019–20   | Sporting Clube de Goa e Churchill Brothers |
| 2020–21   | Sporting Clube de Goa                      |
| 2021–22   | Dempo                                      |
| 2022–23   | Dempo                                      |
| 2023–24   | Sporting Clube de Goa                      |
| 2024–25   | Sporting Clube de Goa                      |
| 2025–26   | Em disputa                                 |

## Ligações Externas
- Goa Football Association website - em inglês
- Notícias sobre a Liga de Goa - em português